# North British Locomotive Company
La North British Locomotive Company (NBL or North British) fu un'azienda inglese produttrice di materiale rotabile ferroviario attiva dal 1903 al 1962.
Nacque nel 1903 attraverso la fusione di tre aziende di Glasgow che producevano locomotive: la Sharp, Stewart and Company (Atlas Works), la Neilson, Reid and Company (Hyde Park Works) a la Dübs and Company (Queens Park Works). Da tale fusione nacque la più grande industria costruttrice di locomotive d'Europa.
I suoi stabilimenti principali erano le Atlas and Hyde Park Works nel centro di Springburn e le Queens Park Works, a Polmadie. Nel 1909, per iniziativa di James Miller, lungo la strada dalle Hyde Park Works a Flemington Street fu costituita la direzione commerciale e gli uffici di progettazione. Il complesso divenne poi il maggior campus universitario del North Glasgow College.
Le altre due officine di produzione di materiale ferroviario a Springburn furono quella di St. Rollox, di proprietà della Caledonian Railway, e le Cowlairs railway works, di proprietà della North British Railway.
Nel 1918 la NBL costruì il primo prototipo del carro armato anglo-americano Mark VIII per le forze degli Alleati, ma l'armistizio ne interruppe la produzione.

## Produzione di locomotive a vapore

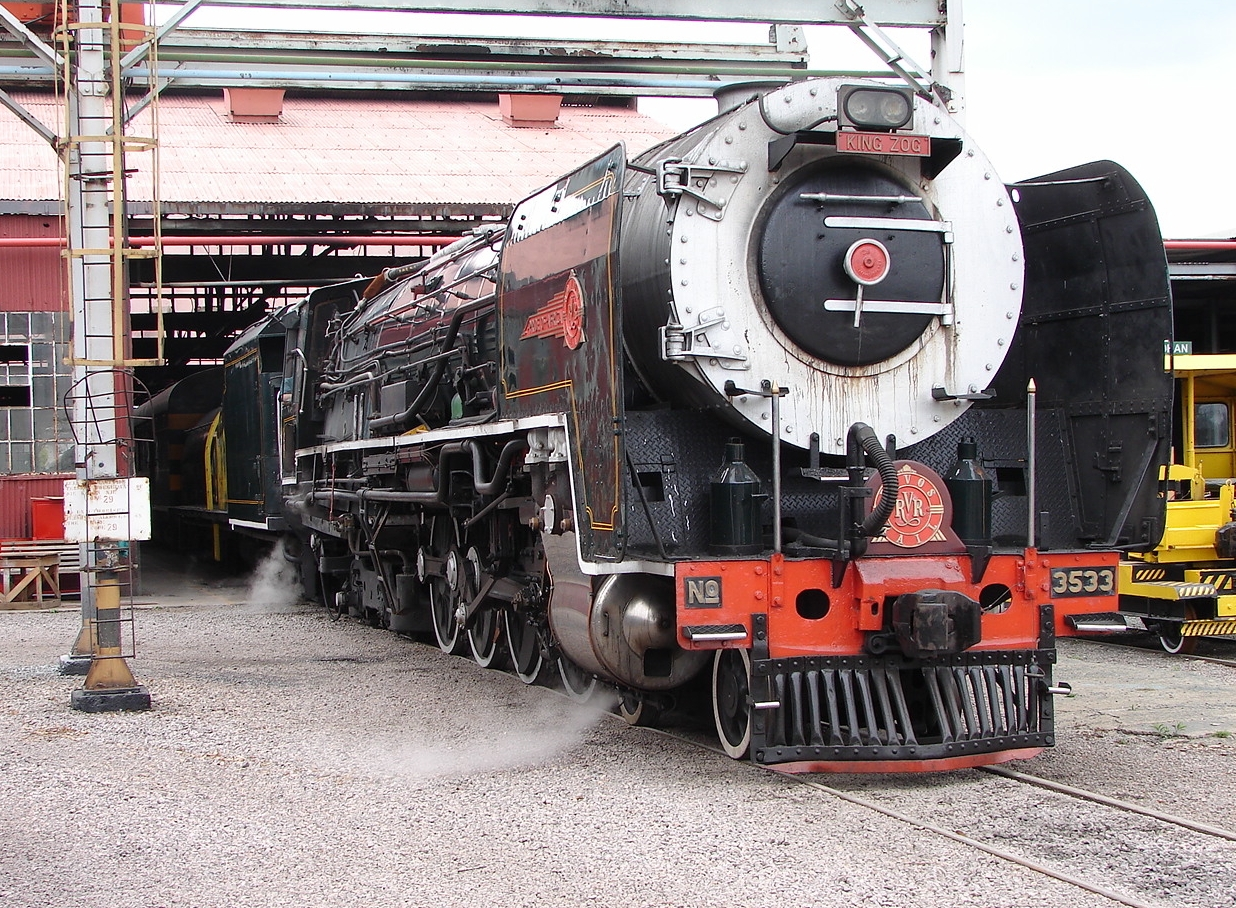
Dal 1952 al 1955 la NBL costruì le potenti locomotive a vapore del gruppo 25NC per le South African Railways.

La NBL costruì locomotive a vapore per il Regno Unito e per molti paesi stranieri. Tra essi il Canada,  Terranova, l'Argentina, il Paraguay, la Francia, la Spagna, l'Angola, la Costa d'Oro (oggi Ghana), il Kenya, l'Uganda, la Tanzania, il Malawi, la Rhodesia (oggi Zimbabwe), il Sudafrica, l'Egitto, la Palestina, l'India, Ceylon (oggi Sri Lanka), il Giappone, la Malaysia, le Filippine, l'Australia e la Nuova Zelanda.
Nel 1913 la NBL costruì la sua ventimillesima locomotiva.
Nel 1949 le South African Railways (SAR) acquistarono dalla NBL più di cento locomotive di rodiggio 2-8-4, che classificarono nel gruppo 24. Nel 2000 alcune di esse erano ancora attive, per la trazione di treni turistici, sulla linea George-Knysna. Successivamente, tra il 1953 e il 1955 la SAR fecero costruire dalla NBL parte delle macchine dei loro gruppi 25 e 25NC, che prestarono servizio con piena soddisfazione dell'esercente fino alla fine della trazione a vapore nel Sudafrica nel 1992. In totale la rete sudafricana acquistò dalla NBL più di duemila locomotive.

## Produzione di locomotive Diesel

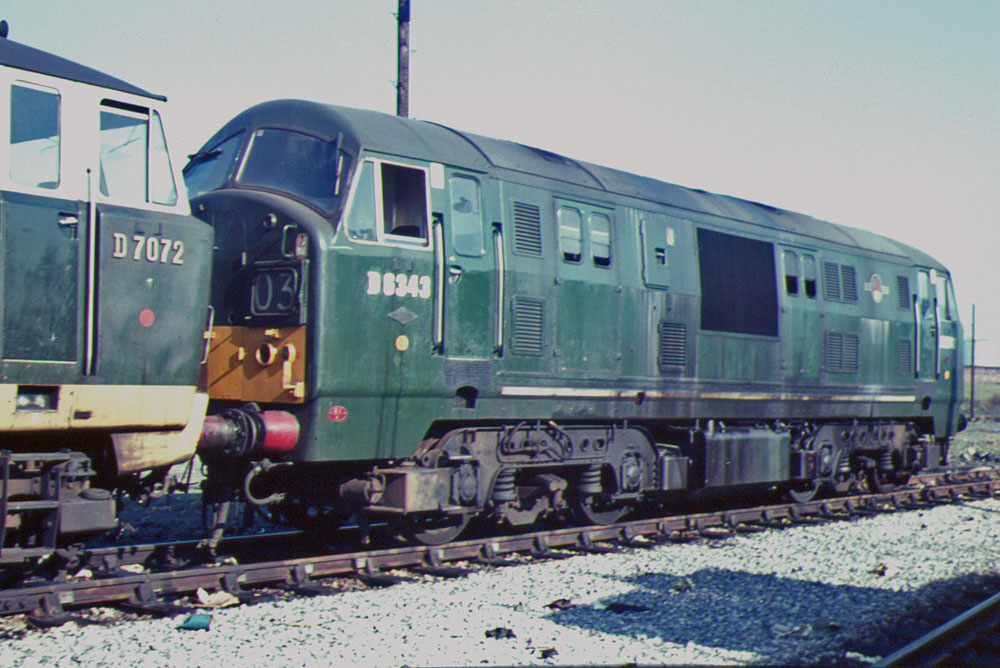
La British Rail del gruppo 22 fu tra le ultime locomotive costruite dalla NBL nel 1962.

Nonostante il grande successo come progettista e costruttrice di locomotive a vapore, sia per il suo mercato interno sia per quelli esteri, la NBL non riuscì a compiere il passaggio a una produzione di locomotive Diesel. Il suo primo prodotto fu una serie di macchine con motori di costruzione Paxman BR 10800, ordinate dalla London, Midland & Scottish prima del 1948 ma non consegnate fino al 1950. A esse fece seguito una serie di otto locomotive Diesel-elettriche della potenza di 466 kW (rodiggio BoBo) per la Government of Ceylon Railway (CGR G2).
Un'altra serie di locomotiva con motore Paxman fu costruita nel 1953 come Paxman idraulico Voith 1 (PVH1) per la Emu Bay Railway (Tasmania), oggi presso la Derwent Valley Railway (Tasmania), con rodiggio D e trasmissione idraulica. Poi costruì otto locomotive da manovra, sempre con motore Paxman, inserite nel gruppo BR D2/1.
Negli anni cinquanta la NBL firmò un accordo con la società tedesca MAN per la costruzione su licenza di motori Diesel. Essi apparvero alla fine degli anni cinquanta nei progetti delle BR dei gruppi D3/1 (poi D3/4), e nei successivi dei gruppi 21, 22, 41, 43 ("Warship") e 251 ("Blue Pullman"). Nessuno di questi fu particolarmente riuscito: i motori MAN, per carenze costruttive, furono molto meno affidabili di altri di costruzione tedesca. Altri guasti furono causati da carenze dei materiali usati per la costruzione di singole parti (tipico il caso delle locomotive del gruppo 43, che per difetti dei collettori di scarico dei turbocompressori causati dalla modesta qualità dell'acciaio che li costituiva manifestavano perdite di pressione, e quindi, della potenza erogata). Altri inconvenienti furono imputati a errori di progetto, come quello dell'infiltrazione nelle cabine di guida delle locomotive dei gas di scarico. Di conseguenza le BR restituirono alla NBL molte locomotive Diesel di sua costruzione addebitandole le riparazioni necessarie.

## Produzione di locomotive elettriche

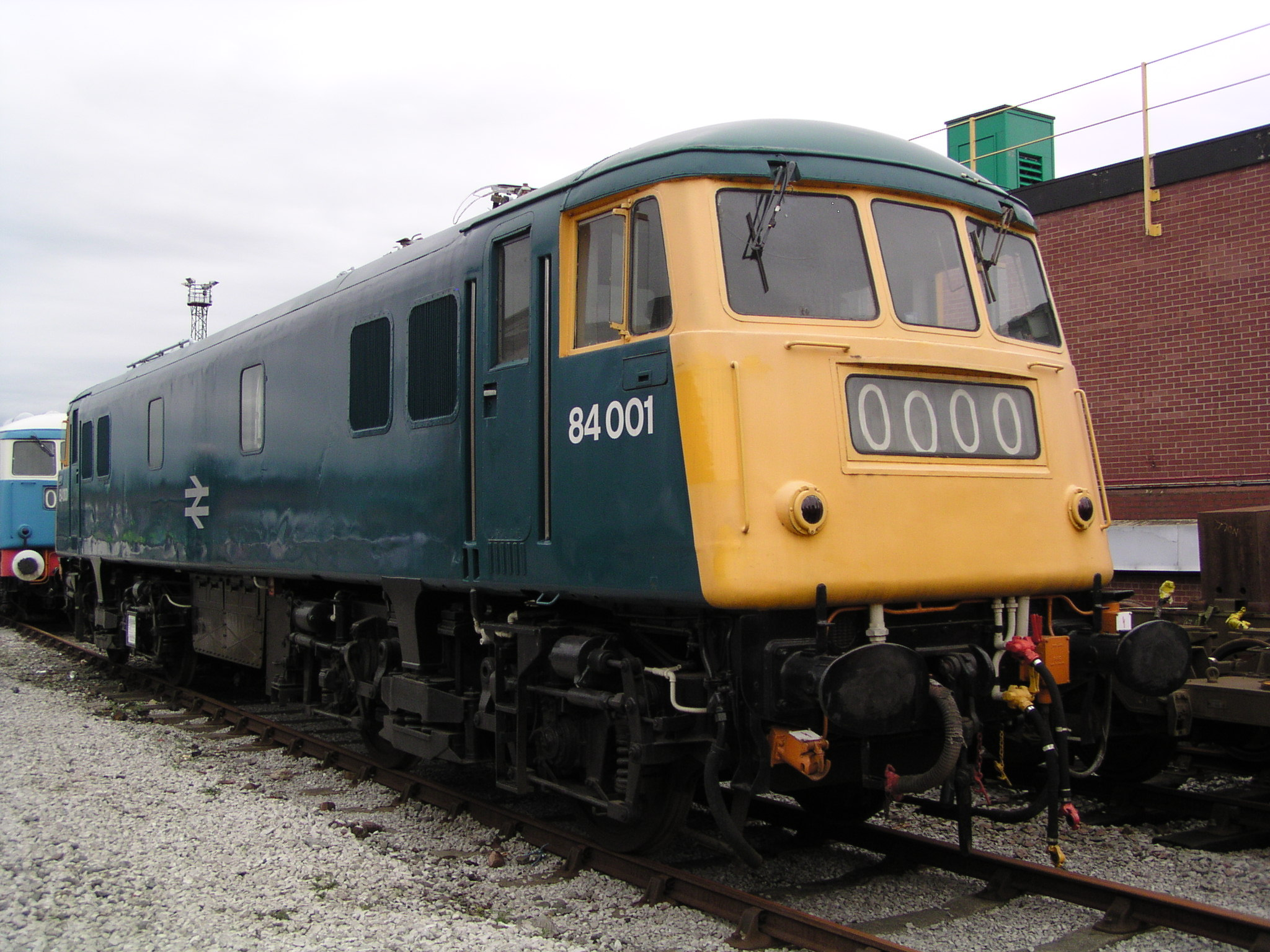
La locomotiva NBL AL4, gruppo BR 84, numero 84001, ex E3036, (NBL 27793, anno 1960) in mostra nelle officine di Crewe nel 2005.

Nei primi anni cinquanta la General Electric Company (GEC) ottenne una commessa per la costruzione di 40 locomotive elettriche per le South African Railways (gruppo SAR 4E), e la NBL spuntò una subcommessa per la produzione di locomotive con componenti elettrici forniti dalla GEC.
Nei primi anni 1960 la GEC e la NBL cooperarono per la costruzione delle prime locomotive elettriche BR con alimentazione a 25 kV ca destinate al servizio sulla West Coast Main Line (WCML), che avrebbero costituito il gruppo AL4 E3036-E3045 (poi 84, da 84.001 a 84.010) entrato in servizio nel 1960-1961. La GEC ottenne una commessa per dieci locomotive e subappaltò la progettazione meccanica e la costruzione alla NBL. Anche le locomotive elettriche furono poco affidabili e ha trascorso lunghi periodi in officina per riparazioni. Quando furono stanziati i fondi per estendere l'elettrificazione della WCML a nord di Glasgow, mancando quelli per l'acquisto di nuove locomotive le BR decisero di sottoporre a una ricostruzione quelle del gruppo 84, che fu compiuta nel 1972 e ne permise il mantenimento in servizio fino al 1978-1980, quando furono sostituite dal nuovo gruppo 87.

## Il declino e la scomparsa
L'esposizione finanziaria causata dalle prime forniture di locomotive elettriche e Diesel alle BR, gli addebiti generati dalla loro insufficiente affidabilità (tutte furono ritirate dal servizio dopo un periodo relativamente breve), e la confidenza su ipotetiche massicce commesse future poi non ottenute, causarono la bancarotta della NBL, che dichiarò il proprio fallimento il 19 aprile 1962. Il sito delle Atlas and Hyde Park Works è ora una zona industriale e quello di Hyde Park è diventato il campus del Nord Glasgow College.
Diverse locomotive prodotte dalla NBL sono state conservate in musei ferroviari del Regno Unito e di altri stati europei ed extraeuropei.